# Il racconto dell'ancella (film)
Il racconto dell'ancella (The Handmaid's Tale) è un film del 1990 diretto da Volker Schlöndorff, tratto dall'omonimo romanzo distopico del 1985 di Margaret Atwood.

## Trama
In un futuro immaginario, gli Stati Uniti sono reduci da una catastrofe ecologica, che ha reso sterili le donne. Si è imposta una nuova struttura politica nel mondo: la "Repubblica di Gilead", dove regna una cultura religiosa fondamentalista pseudo-cristiana su base vetero-testamentaria, in una società fortemente patriarcale. 
Il fine supremo di questa società è la procreazione.
Le poche donne fertili, provenienti da matrimoni fuori da strutture religiose riconosciute dallo Stato oppure da seconde nozze (il Cattolicesimo non è riconosciuto e quindi vengono prelevate persino le suore), vengono prima raccolte in centri denominati "Centri rossi" dal colore del vestito che saranno obbligate a portare, poi private di qualsiasi possedimento e del proprio nome: vengono chiamate "Ancelle" ed assegnate ai Comandanti del regime, le cui consorti non sono più in grado di procreare. La storia è narrata da Offred (ossia "Di Fred"), partendo dalla sua assegnazione al "Comandante", e narra della sua attuale vita con qualche flashback sul suo passato.
Il finale del racconto resta volutamente aperto. Il libro di Margaret Atwood si chiude con un epilogo metanarrativo in cui vengono analizzate le possibili fonti del racconto presentato ad un convegno di studi sul periodo inerente alla "Repubblica di Gilead", del quale gli studiosi stanno cercando di ricostruire origine ed evoluzione.